# Stefan Zarkovic
Stefan Zarkovic, född 15 september 1993, är en svensk före detta fotbollsspelare.

## Karriär
Zarkovic moderklubb är Norrstrands IF. Zarkovic spelade som junior även för Carlstad United innan han 2009 kom till Karlstad BK. Zarkovic spelade totalt 153 ligamatcher och gjorde nio mål för A-laget mellan 2010 och 2017.
I augusti 2017 värvades Zarkovic av Gefle IF, där han skrev på ett treårskontrakt med start från säsongen 2018. I november 2018 blev det klart att Zarkovic återvände till Karlstad BK. Inför säsongen 2020 slogs Karlstad BK ihop med Carlstad United och bildade IF Karlstad. I januari 2021 förlängde Zarkovic sitt kontrakt i klubben. Efter säsongen 2022 avslutade han sin fotbollskarriär och fick en roll som assisterande tränare i klubbens U19-lag.

## Karriärstatistik
| Klubb              | Säsong             | Liga                       | Liga    | Liga | Svenska cupen | Svenska cupen | Totalt  | Totalt |
| Klubb              | Säsong             | Division                   | Matcher | Mål  | Matcher       | Mål           | Matcher | Mål    |
| ------------------ | ------------------ | -------------------------- | ------- | ---- | ------------- | ------------- | ------- | ------ |
| Karlstad BK        | 2010               | Division 2 Västra Götaland | 2       | 1    | 0             | 0             | 2       | 1      |
| Karlstad BK        | 2011               | Division 1 Norra           | 20      | 2    | 2             | 0             | 22      | 2      |
| Karlstad BK        | 2012               | Division 1 Södra           | 25      | 1    | 2             | 0             | 27      | 1      |
| Karlstad BK        | 2013               | Division 1 Södra           | 23      | 1    | 1             | 0             | 24      | 1      |
| Karlstad BK        | 2014               | Division 2 Norra Götaland  | 25      | 1    | 2             | 0             | 27      | 1      |
| Karlstad BK        | 2015               | Division 2 Norra Götaland  | 15      | 0    | 0             | 0             | 15      | 0      |
| Karlstad BK        | 2016               | Division 2 Norra Götaland  | 20      | 1    | 2             | 0             | 22      | 1      |
| Karlstad BK        | 2017               | Division 2 Norra Götaland  | 23      | 2    | 1             | 0             | 24      | 2      |
| Karlstad BK        | Totalt             | Totalt                     | 153     | 9    | 10            | 0             | 163     | 9      |
| Gefle IF           | 2018               | Superettan                 | 20      | 0    | 2             | 0             | 22      | 0      |
| Karlstad BK        | 2019               | Division 1 Norra           | 26      | 2    | 2             | 0             | 28      | 2      |
| IF Karlstad        | 2020               | Ettan Norra                | 16      | 1    | 1             | 0             | 17      | 1      |
| IF Karlstad        | 2021               | Ettan Norra                | 24      | 1    | 0             | 0             | 24      | 1      |
| IF Karlstad        | 2022               | Ettan Norra                | 19      | 2    | 1             | 0             | 20      | 2      |
| IF Karlstad        | Totalt             | Totalt                     | 59      | 4    | 2             | 0             | 61      | 4      |
| Totalt i karriären | Totalt i karriären | Totalt i karriären         | 258     | 15   | 16            | 0             | 274     | 15     |